# Bovino Taurus
Il c.d. Bovino Taurus è una forma avanzata del Bovino di Heck (razza bovina sviluppata nella prima metà del XX secolo per ricreare l'uro, antenato selvaggio del bestiame domestico, tramite un processo di breeding back) ottenuta incrociando gli Heck con razze bovine antiche dell'Europa meridionale molto vicine alla forma dell'uro al fine di migliorare gli esiti dell'esperimento. Le mandrie di Taurus si trovano in Germania, Danimarca, Ungheria, Lettonia e Paesi Bassi e vengono utilizzate per la conservazione dei paesaggi naturali e della biodiversità.
Il Taurus è una razza che viene ancora incrociata e allevata in modo selettivo. 

## Storia
Nel 1996 il gruppo ambientalista Arbeitgemeinschaft Biologischer Umweltschutz in Germania iniziò ad incrociare bovini Heck con bovini primitivi dell'Europa meridionale come Chianina, Sayaguesa  e toro da combattimento spagnolo nella riserva di Lippeaue vicino alla città di Soest. Lo scopo era amplificare la somiglianza con gli uri estinti, non essendo l'esperimento Heck ritenuto soddisfacente: "Le "ricreazioni" dei fratelli Heck sono troppo piccole, con le gambe corte, non eleganti e le loro corna non soddisfacenti". L'obiettivo era allevare bovini considerevolmente più grandi, con zampe e muso più lunghi, corna meglio formate e colori uniformati. Nel 2003 il processo di allevamento era abbastanza avanzato da considerare gli animali come una razza a sé stante, i "Bovini Taurus". Sempre nel 2003 è stato avviato l'allevamento in Ungheria e Danimarca, nel 2004 ne è iniziato uno in Lettonia e nel 2016 nei Paesi Bassi.

### Germania
La razza "Taurus" è nata in Germania incrociando gli Heck con la Chianina e la Sayaguesa, razze molto alte, e (all'inizio) con i tori da combattimento spagnoli. La mandria nella riserva di Lippeaue (la più importante) è composta da esemplari che sono 47% Sayaguesa, 29% Heck, 20% Chianina e 4% Lidia. Nel 2013, alcuni degli esemplari erano già alla quinta generazione d'incrocio.
I Taurus sono elencati nel Libro Genealogico X dell'Associazione tedesca di bovini Heck VFA. Vi è un crescente interesse da parte degli allevatori di Heck nell'uso dei Taurus a causa della loro somiglianza maggiore con gli uri, in modo che vi sia un continuum tra i bovini Taurus e i bovini Heck non incrociati.

### Ungheria
Il Parco Nazionale di Hortobágy in Ungheria ha finora il più grande allevamento di Taurus del paese: 500-600 esemplari di cui circa 200 sono mucche mature. Oltre ai bovini di razza incrociata importati dalla Germania, vengono utilizzate ibridi Ankole-Watusi e Grigia ungherese e una mezza-Frisona. Ci sono due branchi secondari: uno a Pentezug e l'altro a Karácsonyfok. Gli studi nel parco nazionale hanno dimostrato che i bovini sono meno adatti ai prati freddi e asciutti rispetto ai cavalli Przewalski e fino a pochi anni fa i bovini venivano nutriti con integratori. Nell'inverno del 2011 non è stato necessario fornire agli animali mangime integrativo.

### Danimarca

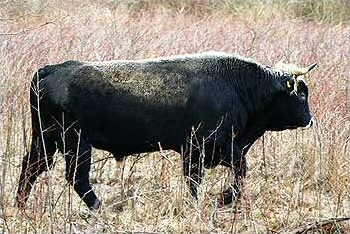
Il toro Taurus "Leonardo" (Chianina × Heck) di Lille Vildmose, 2004

L'allevamento di Taurus è stato avviato in Danimarca nella riserva naturale di Lille Vildmose con il nome Projekt Urokse ("Progetto Uri"). La mandria fondatrice era formata da un toro Chianina×Heck, quattro mucche Heck e una mucca Sayaguesa×Heck, e nel 2009 sono stati aggiunti tre tori Sayaguesa. A partire dal 2010, la mandria aveva raggiunto i 56 individui.

### Lettonia
In Lettonia, i bovini Taurus vengono allevati dal WWF Lettonia. Nel febbraio 2004, oltre a due animali tedeschi, 21 capi di Heck olandesi sono stati portati nella riserva naturale di Pape, e a ottobre ne sono seguiti altri 18. 

### Paesi Bassi
Nei Paesi Bassi, alla fine del 2016, è stato istituito un progetto chiamato "Oerrund Hard" (un gioco di parole sulla canzone "Oerend hard" del gruppo musicale olandese "Normaal" e "oerrund" - "uro" - in olandese). 
Il progetto utilizza Taurus tedeschi, principalmente costituiti da incroci HeckxChianina, Heck e Watusi. I Watusi sono stati donati dallo zoo DierenPark Amersfoort. Ora ci sono tre piccoli branchi e se ne sta preparando un quarto.

## Morfologia

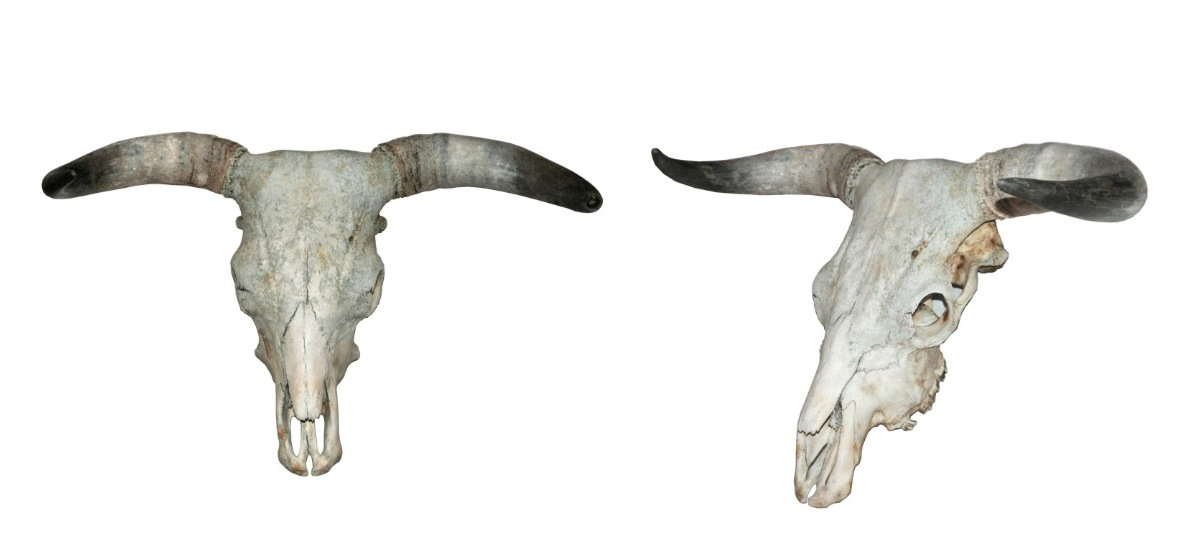
Cranio di un toro Taurus

La maggior parte dei bovini Taurus sono a gambe lunghe e relativamente snella. È stato ottenuto un aumento delle dimensioni rispetto agli Heck: i tori Taurus misurano 160-165 cm al garrese mentre i normali tori Heck misurano solo 140 cm. La maggior parte dei tori sono neri con una leggera striscia dorsale, alcuni tori hanno una sella di colore chiaro. Le mucche sono in media, ma non sempre, di un colore più chiaro dei tori, la maggior parte sono di colore marrone rossastro o marrone scuro. Alcune mucche sono ancora grigiastre o beige, un'eredità indesiderabile dell'influenza di Heck e Chianina. Le corna della maggior parte dei Taurus sono rivolte in avanti e anche più verso l'interno rispetto agli Heck non incrociati ma l'esatta curvatura delle corna è variabile. Il cranio è più lungo e con un profilo più dritto di quello degli Heck e quindi ricorda meglio gli uri. Di solito, i Taurus hanno un corpo più atletico degli Heck e i loro muscoli delle spalle sono più sviluppati.

### Galleria d'immagini
Lippeaue (Germania)

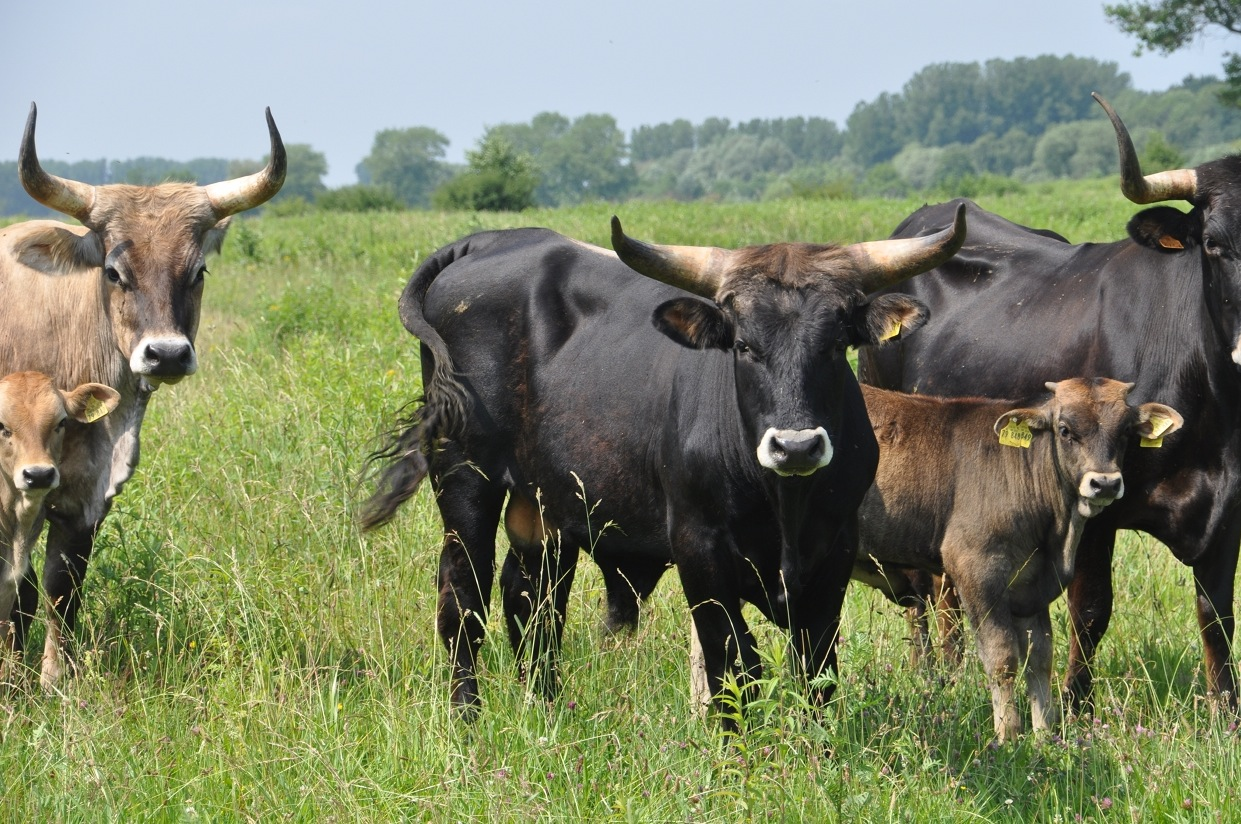
"Londo" (centro): 50% Sayaguesa, 25% Heck, 25% Chianina; figlio di "Lamarck"
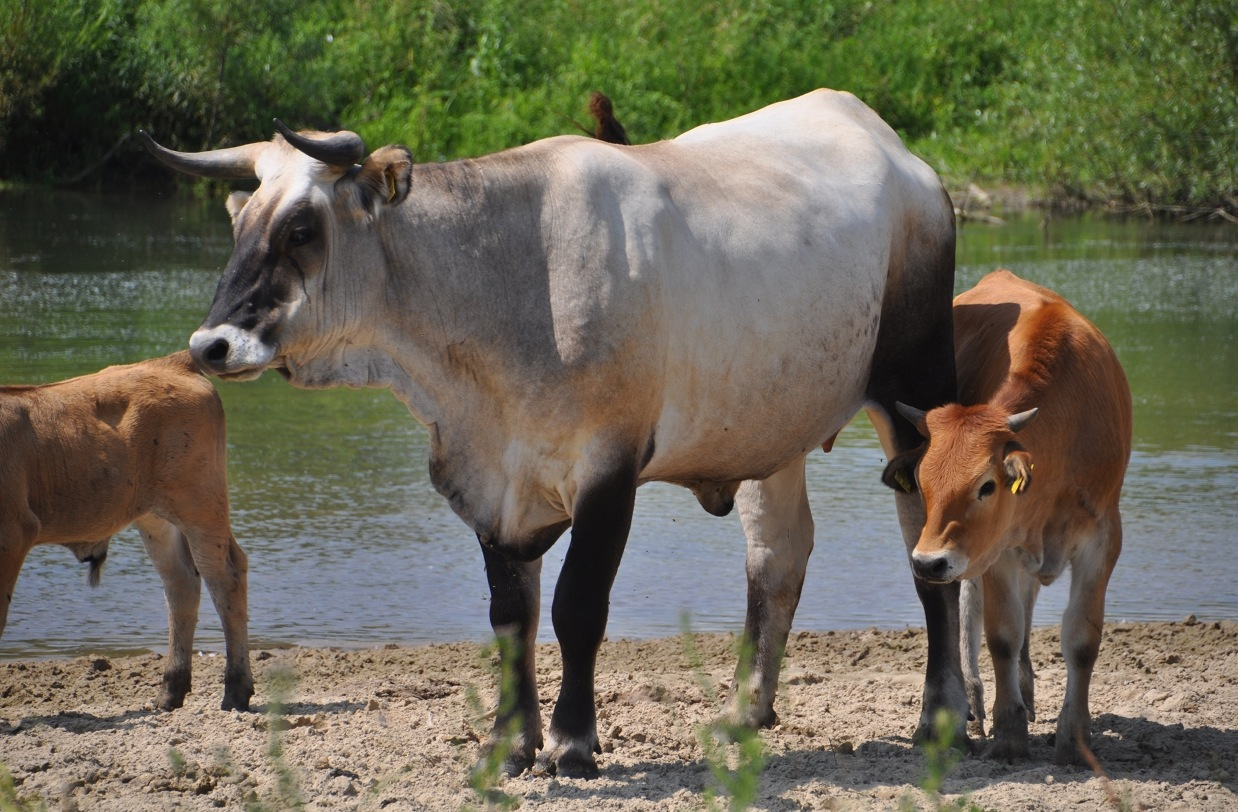
"Larissa": Chianina × (Sayaguesa × (Heck × Chianina))
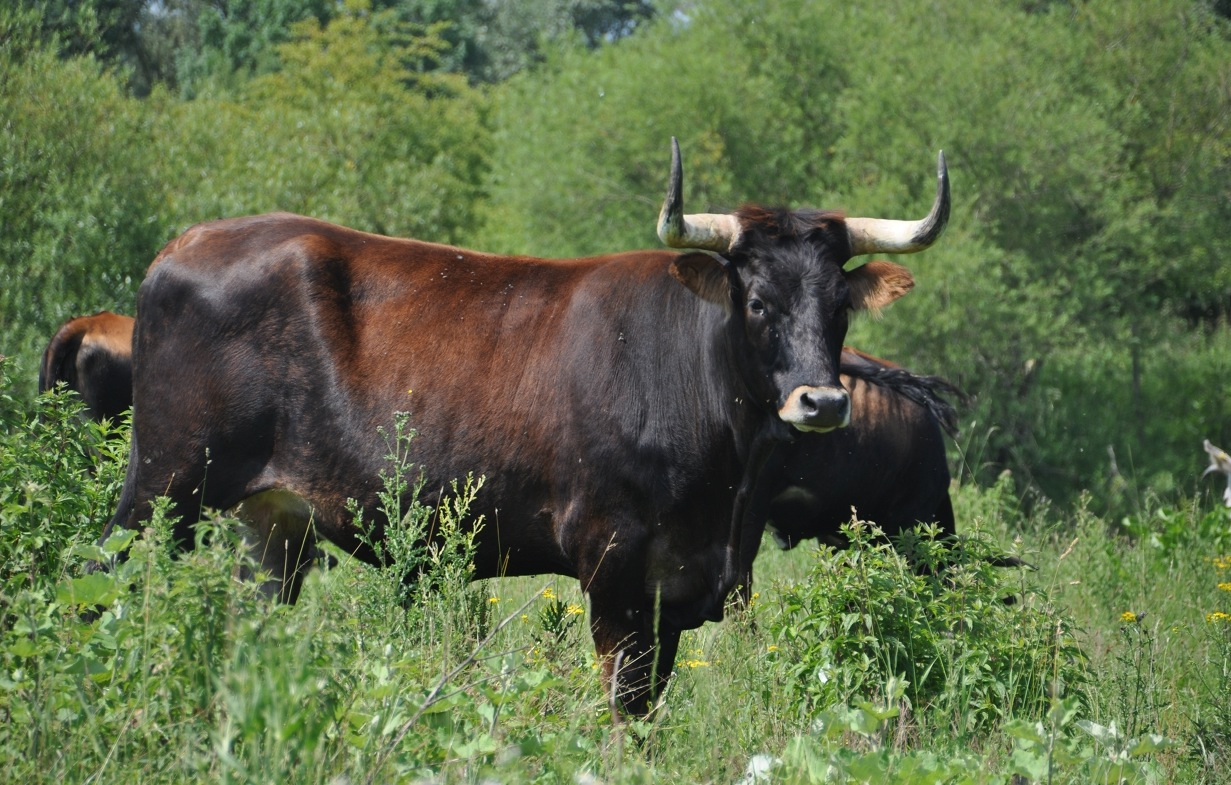
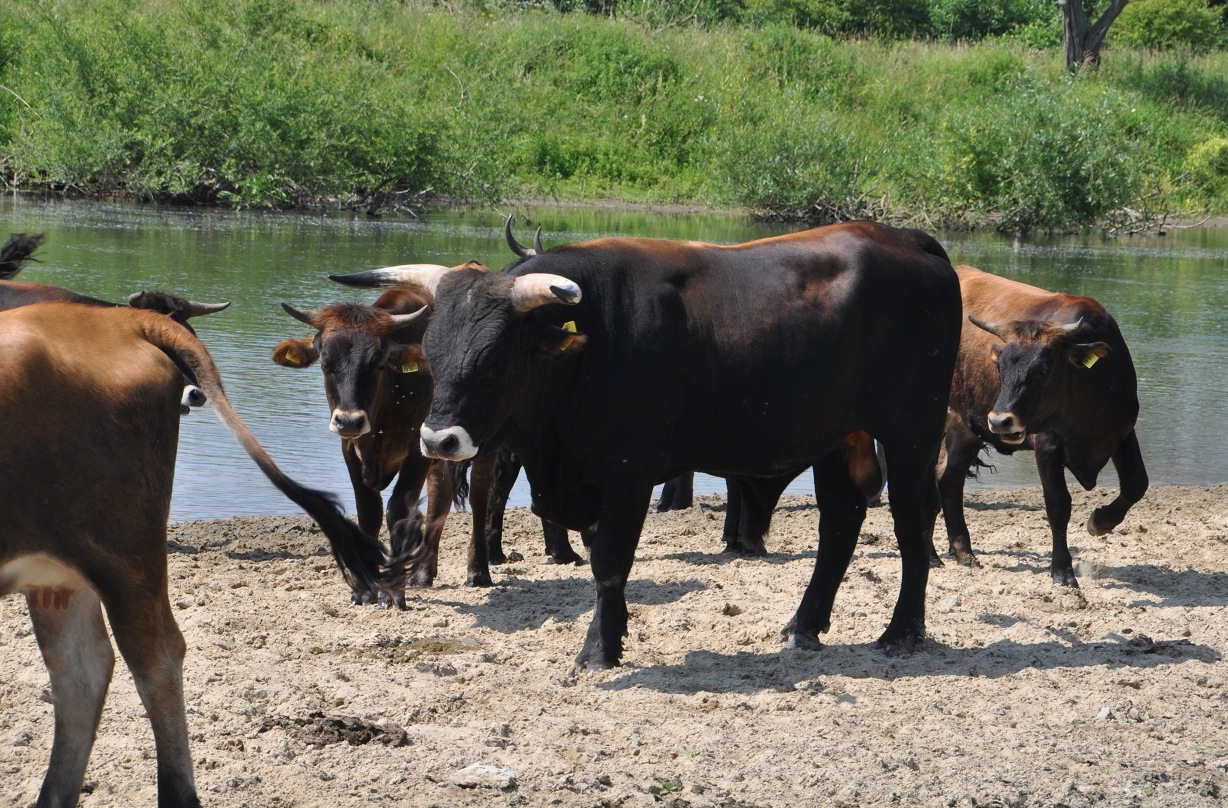
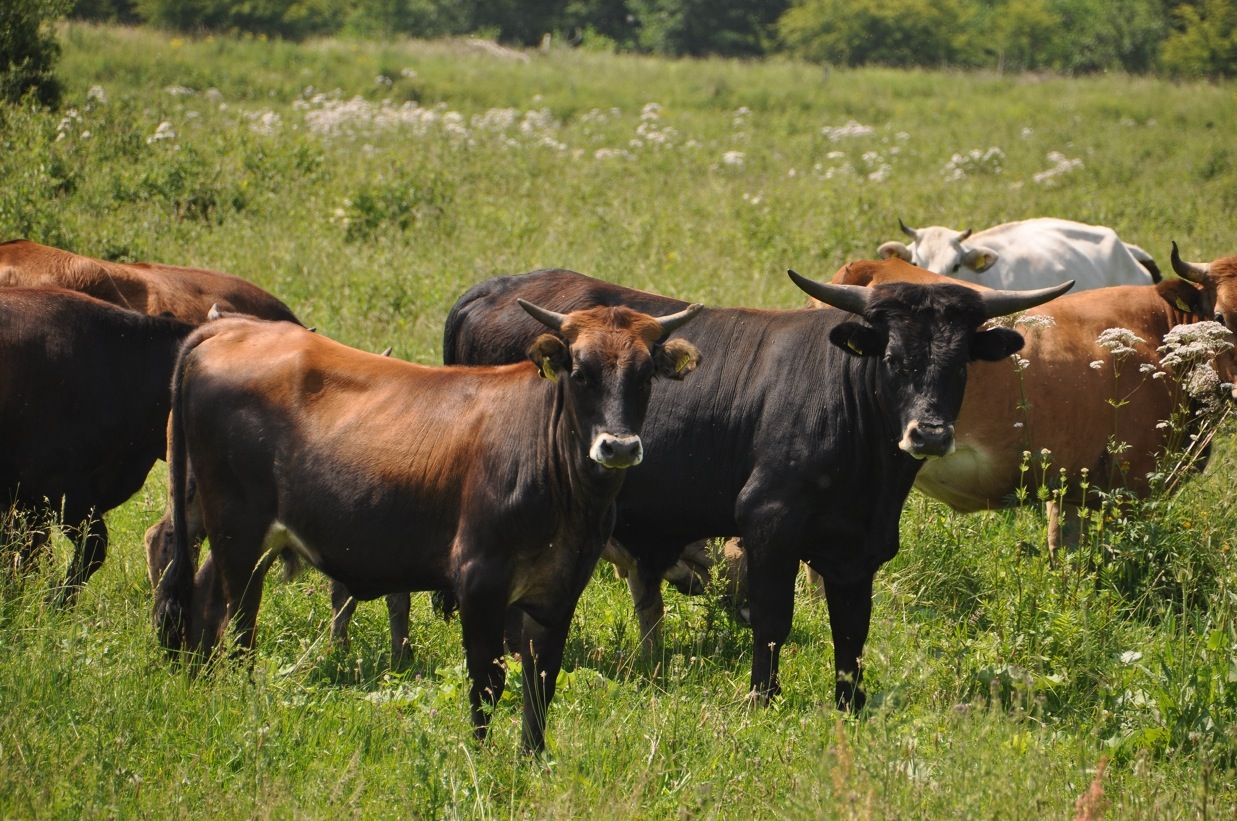
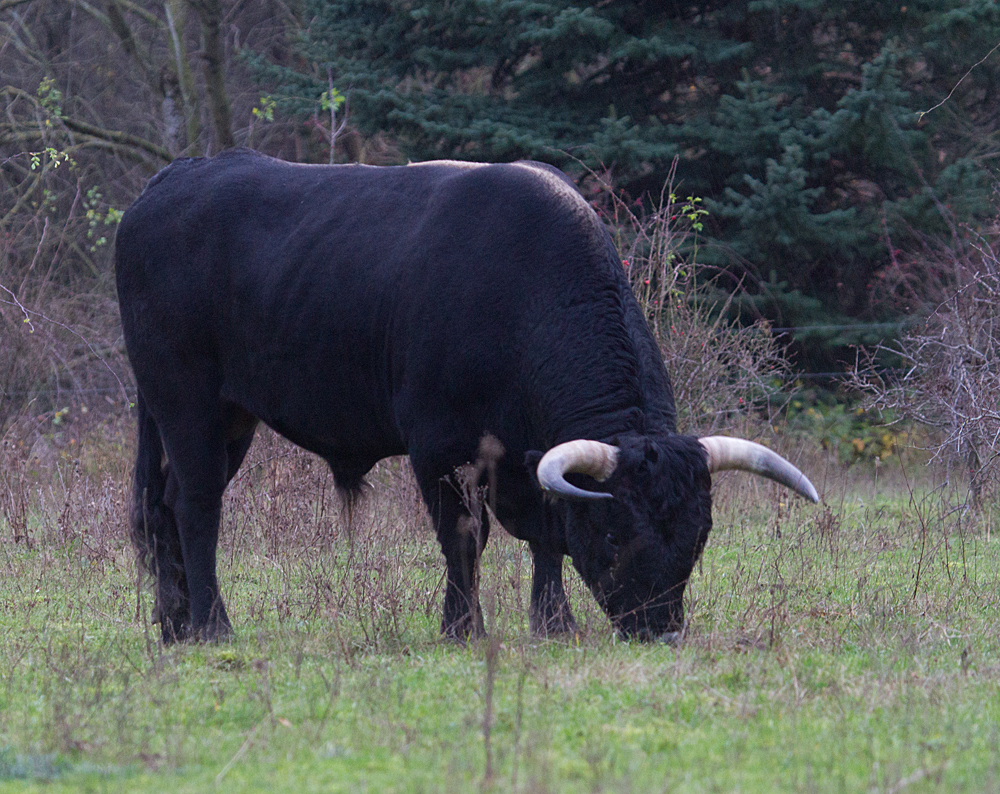
"Latino": 50%& Sayaguesa, 25% Spagnolo da combattimento, 25% Heck
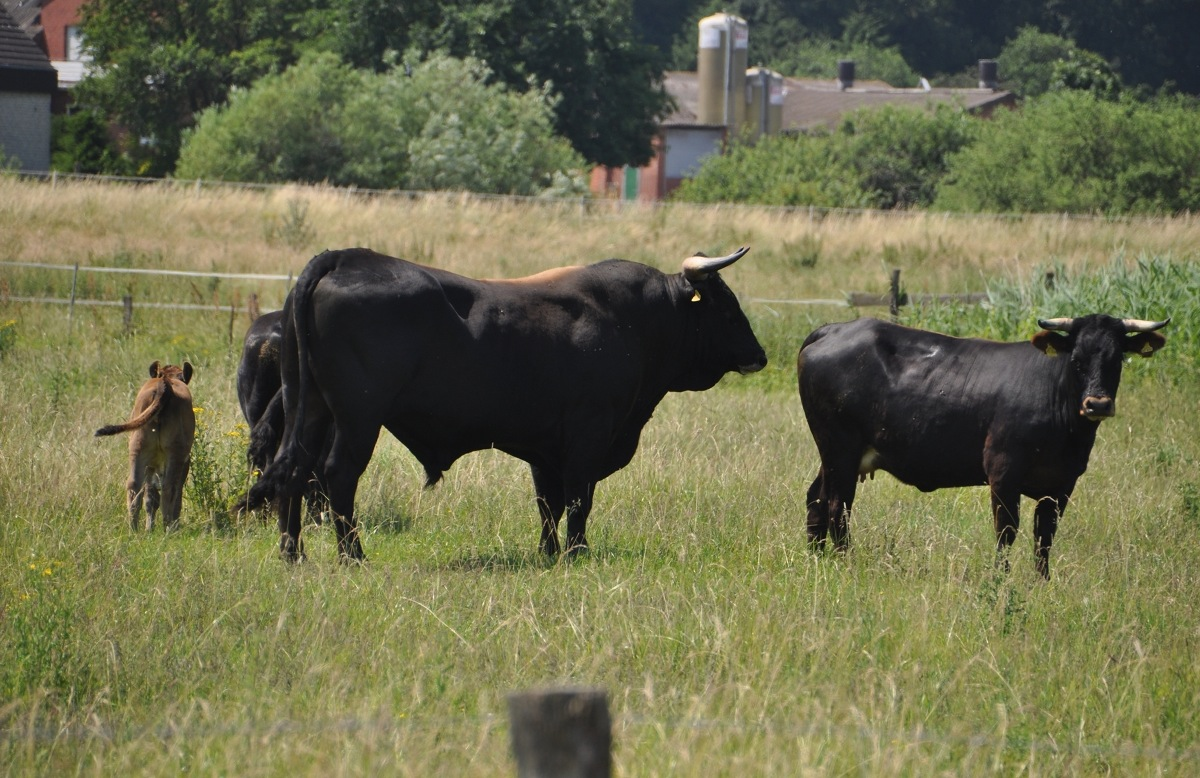
"Larwin" (centro): 50% Sayaguesa, 37,5% Heck, 12,5% Chianina; il vitello sulla destra è Heck×Sayaguesa
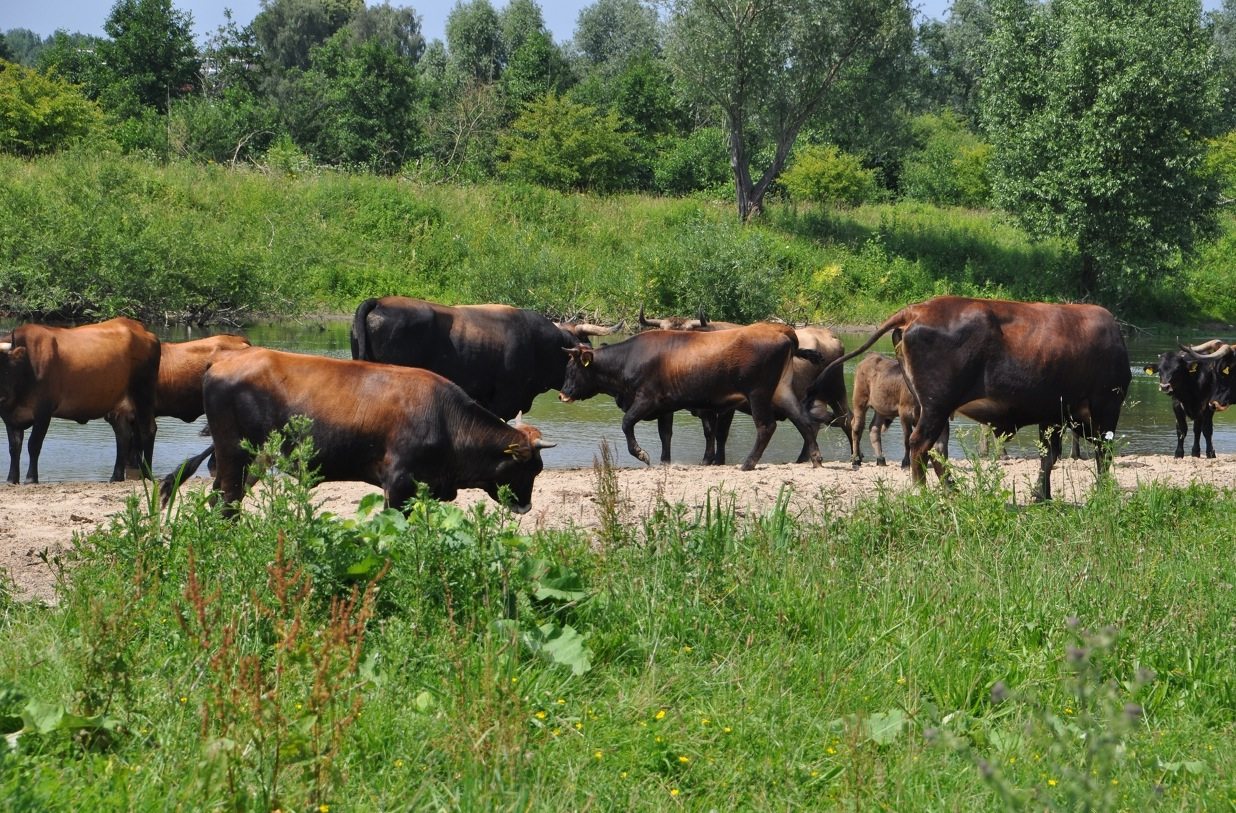